# Kaiserau (Kamen)

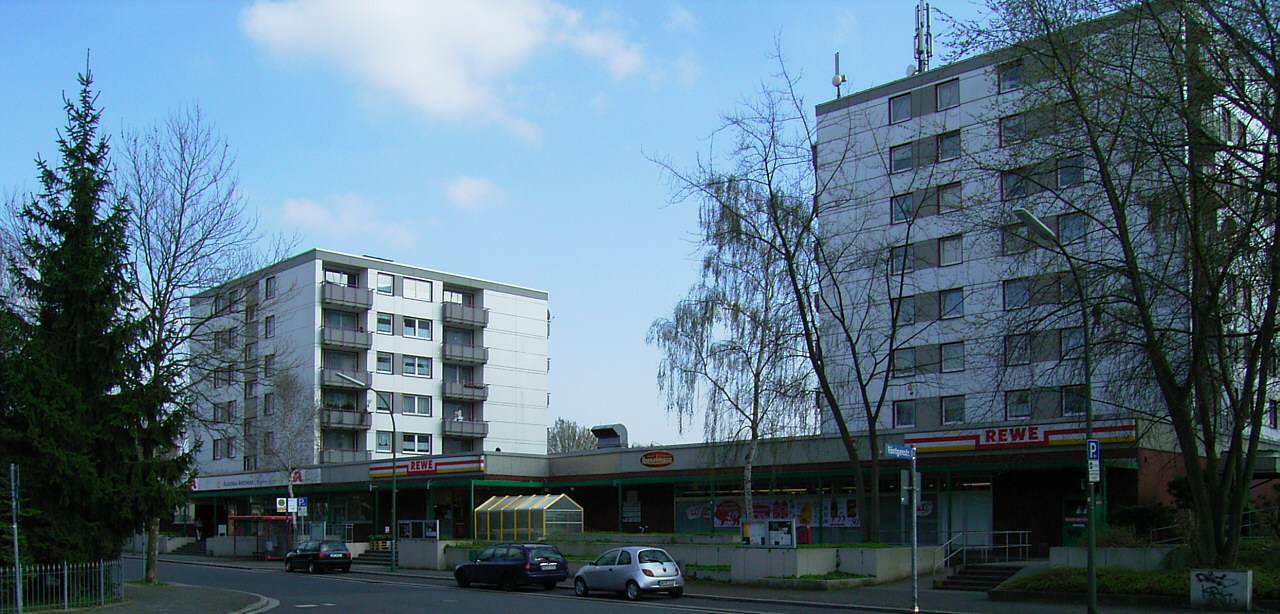
Das „Nebenzentrum“, in den 1970er Jahren entstanden

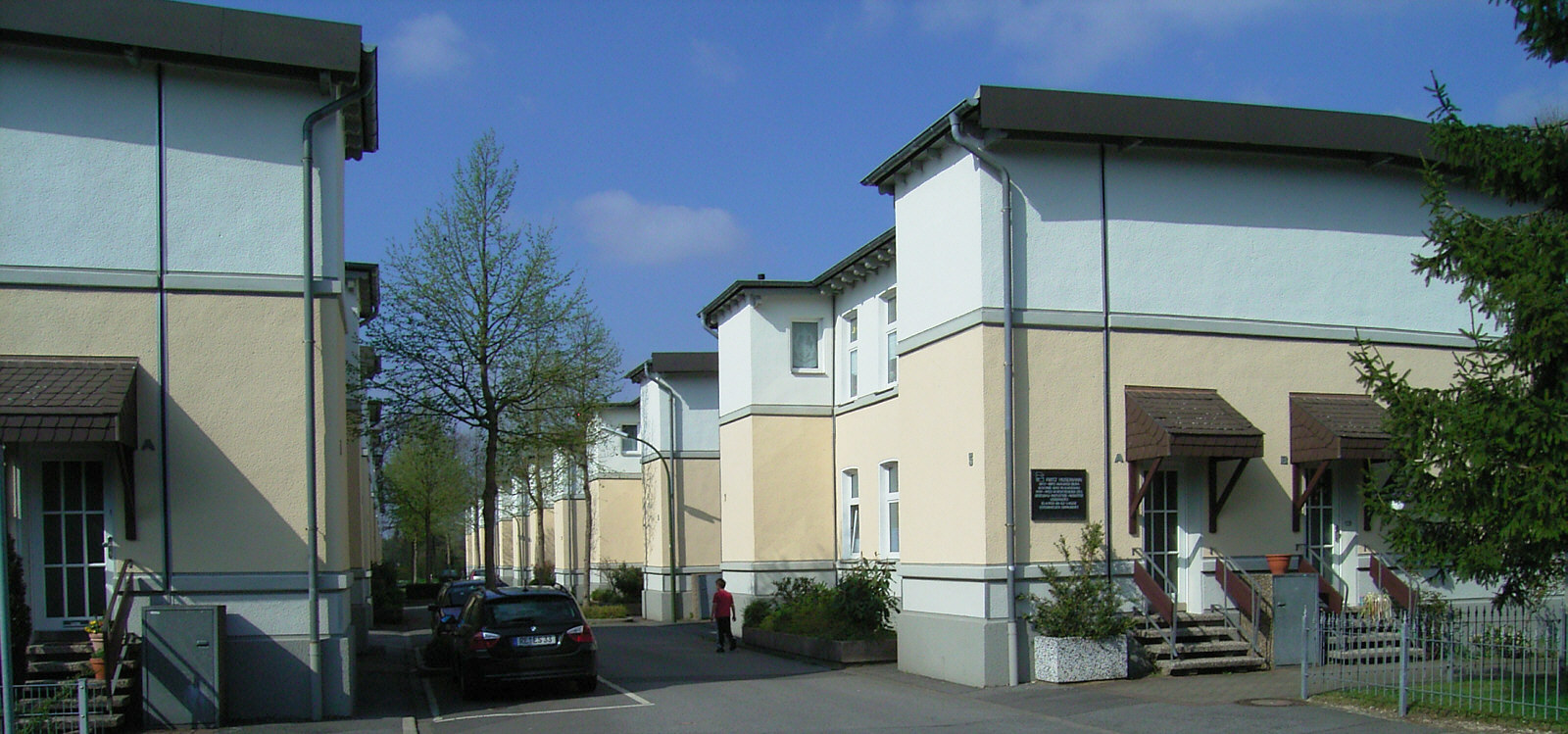
Sanierte ehemalige Bergarbeitersiedlung Sektion VIII im Jahr 2006

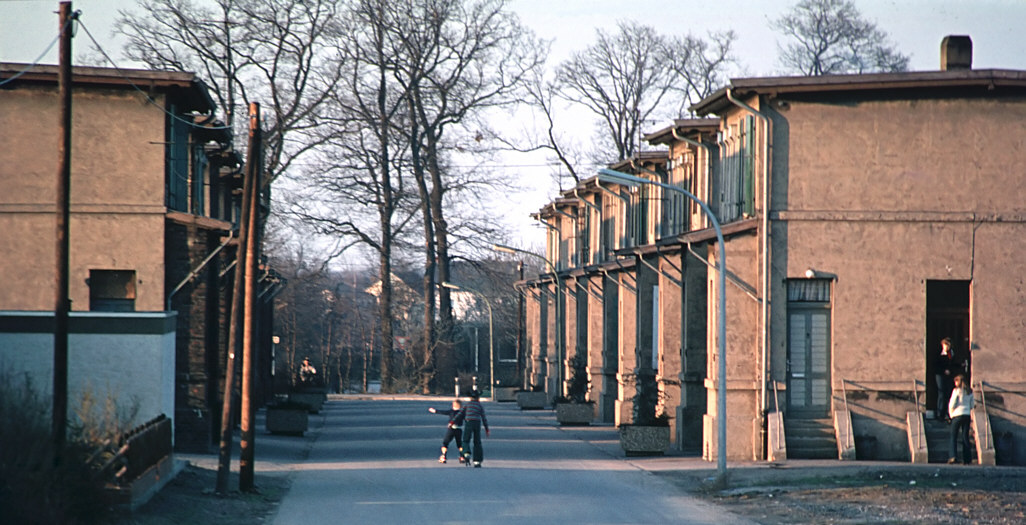
Sektion VIII Ende der 1970er Jahre

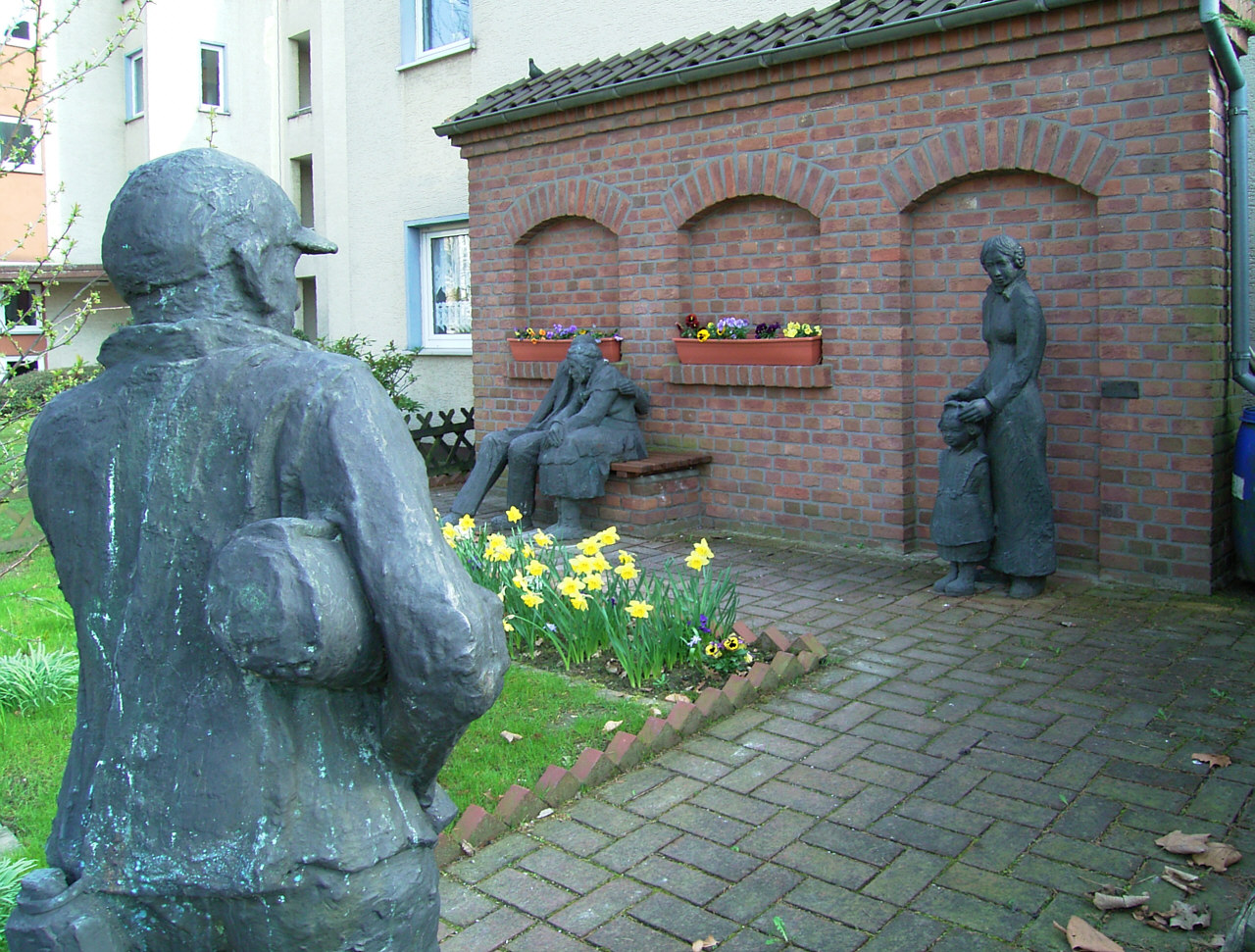
„Bergmannsleben“, Lothar Kampmann, 1981

Kaiserau ist ein Ortsteil des Stadtteils Methler der Stadt Kamen im Kreis Unna, Nordrhein-Westfalen.
Kaiserau entstand in mehreren Bauabschnitten ab 1871 als Bergarbeitersiedlung für die Zeche Courl zunächst auf dem Gebiet der Gemeinde Methler, später auch der Gemeinde Westick. Sämtliche Häuser vor 1883 wurden von der Betreibergesellschaft der Zeche ohne Baugenehmigungen errichtet.
Der Ortsteil hatte nie eine eigenständige Verwaltung, sondern unterstand bis 1966 den Verwaltungen der beiden Gemeinden. Ab dem 1. Januar 1967 war Kaiserau Teil der Großgemeinde Methler. Am 1. Januar 1968 wurde Kaiserau zusammen mit den drei umliegenden Dörfern Methler, Westick und Wasserkurl in die Stadt Kamen eingemeindet.
In den folgenden Jahren erlebte die ehemalige Zechensiedlung durch die Ausweisung von Neubaugebieten ein starkes Wachstum, insbesondere durch Zuzug aus Dortmund, wodurch der ursprüngliche Charakter verloren ging. Die in der Zeit zwischen 1871 und 1895 entstandenen alten Siedlungen der Sektionen I bis VIII wurden beinahe vollständig abgerissen und machten meist uniformen Neubauten und dem sogenannten Nebenzentrum Platz. Nur die Sektion VII und die Sektion VIII wurden saniert und sind in den Grundzügen erhalten geblieben. Die acht Gebäude der Sektion VII an der Germaniastraße stehen unter Denkmalschutz.
Kaiserau ist Standort der Sportschule Kaiserau des Fußball- und Leichtathletikverbandes Westfalen. Hier trainierte die deutsche Fußballnationalmannschaft zur Fußball-Weltmeisterschaft 1974 und 1990. Während der WM 2006 war die spanische Nationalmannschaft zu Gast. Neben der Sportschule ist der Fußball-Verein SuS Kaiserau beheimatet, in dem Hans Tilkowski als Jugendlicher spielte.